# Campethera
Campethera és un gènere d'ocells de la família dels pícids. Aquests picots són endèmics d'Àfrica subsahariana.

## Llista d'espècies
Segons la classificació del Congrés Ornitològic Internacional (versió 13.2, 2023), aquestt gènere està format per 11 espècies:
- picot cuadaurat (Campethera abingoni).
- picot de Bennett (Campethera bennettii).
- picot de Cailliaud (Campethera cailliautii).
- picot aladaurat (Campethera maculosa).
- picot de Mombasa (Campethera mombassica).
- picot de Knysna (Campethera notata).
- picot de Núbia (Campethera nubica).
- picot esquitxat (Campethera punctuligera).
- picot de Reichenow (Campethera scriptoricauda).
- picot de Tullberg (Campethera tullbergi).
- picot milratlles (Campethera taeniolaema).

Anteriorment també s'hi comptaven dues espècies més, però en la revisió taxonòmica del segon semestre del 2020 el COI les transferí al gènere ressuscitat Pardipicus, en base als treballs de Fuchs i col·laboradors (2017) i Dowsett & Gregory (2018).
- picot cara-ratllat (Campethera nivosa; syn: Pardipicus nivosus).
- picot d'orelles brunes (Campethera caroli; syn: Pardipicus caroli).